# Mančmelou
Mančmelou (munchmallow) je penasti slatkiš preliven kakao prelivom, koga proizvodi kompanija Jafa iz Crvenke, Srbija.

## Sastojci
Šećer, hidrogenizovana biljna mast, pšenično brašno, glukozin sirup, kakao prah, sorbitol (E420i), sredstvo za želiranje (želatin), belance u prahu, so, sredstva za dizanje testa (E500ii i E503ii), emulgatori (E472c i E476), kalijum sorbat (E202), aroma.

## Spoljašnje veze
- — Sajt kompanije